# Женская сборная Дании по волейболу
Женская национальная сборная Дании по волейболу (дат. Danske damelandsholdet volleyball) — представляет Данию на международных соревнованиях по волейболу. Управляющей организацией выступает Датская федерация волейбола (дат. Dansk Volleyball Forbund — DVF).

## История
Датская федерация волейбола была основана в 1954 году. В 1955 она присоединилась к ФИВБ.
Впервые женская сборная Дании по волейболу была сформирована в 1953 году для участия в волейбольном турнире в рамках 4-го Всемирного фестиваля молодёжи и студентов, проводившегося в Бухаресте. На предварительном этапе соревнований датчанки потерпели 4 поражения и выбыли из дальнейшей борьбы за награды форума.
В официальных международных соревнованиях в рамках ФИВБ датская сборная дебютировала в 1963 году в чемпионате Европы, который проходил в Румынии. На турнире датчанки выступили неудачно, проиграв во всех своих сыгранных на турнире 6 матчах с общим соотношением партий 2:18. Итогом стало последнее — 13-е — место. Следующее появление датских волейболисток на континентальном первенстве произошло через 8 лет — в 1971 году. На чемпионате того года сборная Дании в семи играх сумела одержать две победы над командами Австрии и Англии и заняла 16-е место среди 18 участников.
В последующие годы в квалификации крупнейших международных турниров (Олимпийских игр, чемпионатов мира и Европы) датская женская национальная команда участвовала нерегулярно и без успеха.
В настоящее время женская сборная Дании в европейском рейтинге находится в четвёртом десятке. Сам же волейбол в стране уступает в популярности таким игровым видам спорта как футбол, гандбол и хоккей с шайбой.

## Результаты выступлений

### Олимпийские игры
Сборная Дании принимала участие в квалификации двух Олимпийских волейбольных турниров.
- 2000 — не квалифицировалась
- 2012 — не квалифицировалась

### Чемпионаты мира
В чемпионатах мира 1952—1998 сборная Дании участия не принимала.
- 2002 — не квалифицировалась
- 2006 — не участвовала
- 2010 — не квалифицировалась
- 2014 — не квалифицировалась
- 2018 — не квалифицировалась
- 2022 — не квалифицировалась
- 2025 — не квалифицировалась

### Чемпионаты Европы
| - 1949 — не участвовала - 1950 — не участвовала - 1951 — не участвовала - 1955 — не участвовала - 1958 — не участвовала - 1963 — 13-е место - 1967 — не участвовала - 1971 — 16-е место - 1975 — не участвовала - 1977 — не участвовала - 1979 — не участвовала - 1981 — не участвовала - 1983 — не участвовала - 1985 — не участвовала - 1987 — не участвовала - 1989 — не квалифицировалась - 1991 — не квалифицировалась | - 1993 — не участвовала - 1995 — не участвовала - 1997 — не участвовала - 1999 — не квалифицировалась - 2001 — не участвовала - 2003 — не квалифицировалась - 2005 — не квалифицировалась - 2007 — не участвовала - 2009 — не участвовала - 2011 — не квалифицировалась - 2013 — не квалифицировалась - 2015 — не квалифицировалась - 2017 — не квалифицировалась - 2019 — не квалифицировалась - 2021 — не квалифицировалась - 2023 — не квалифицировалась - 2026 — |

### Северный чемпионат
Проводился в 1966—2002 по чётным годам среди сборных команд стран Скандинавии и Финляндии
- 1-е место — 1968.
- 2-е место — 1966, 1970, 1994, 2002.
- 3-е место — 1972, 1974, 1976, 1978, 1980, 2000.
- 4-е место — 1982, 1984, 1986, 1988, 1990, 1992, 1996, 1998.

## Состав
Сборная Дании в квалификации чемпионата Европы 2026 (2024 год)
| №  | Имя, фамилия           | Год рождения | Рост | Амплуа      | Клуб                   |
| -- | ---------------------- | ------------ | ---- | ----------- | ---------------------- |
| 1  | Тайма Мухаремович      | 2002         | 174  | связующая   | Университет Сент-Лео   |
| 3  | Амали Лахенмайер       | 1998         | 184  | центральная | «Хольте»               |
| 5  | Клара Винделеф         | 2002         | 187  | нападающая  | «Хольте»               |
| 6  | Каролине Крог          | 2004         | 182  | связующая   | «Орхус СВ Элите» Орхус |
| 8  | Нора Мёлгорд           | 1997         | 179  | нападающая  | «Хольте»               |
| 9  | Силле Хансен           | 2002         | 182  | нападающая  | «Хольте»               |
| 10 | Метте Бройнинг-Нильсен | 1996         | 187  | центральная | «Брённбю»              |
| 14 | Дитте Хансен           | 1997         | 176  | либеро      | «Скуриос» Боркен       |
| 16 | Микала Могенсен        | 2001         | 188  | нападающая  | «УСК Мюнстер»          |
| 17 | Хелена Эльбек          | 1998         | 186  | центральная | «Хольте»               |
| 18 | Фредерикке Крог        | 2002         | 185  | нападающая  | «Орхус СВ Элите» Орхус |
| 20 | Амали Йоргенсен        | 2000         | 186  | центральная | «РК де Канн» Канны     |
| 21 | Леа Фёнс               | 2003         | 168  | либеро      | «Орхус СВ Элите» Орхус |
| 22 | Матильде Овергорд      | 2004         | 190  | нападающая  | «Хольте»               |

- Главный тренер —  Мартин Коллинз.
- Тренер — Ким Бухвальд.